# Pararge eutaeniata
Pararge eutaeniata är en fjärilsart som beskrevs av Debauche 1928. Pararge eutaeniata ingår i släktet Pararge och familjen praktfjärilar. Inga underarter finns listade i Catalogue of Life.